# Marek Patrzałek
Marek Patrzałek (ur. 3 kwietnia 1951 w Krakowie, zm. 25 grudnia 2006 tamże) – polski basista, kompozytor, muzyk sesyjny.

## Kariera muzyczna
Wywodzi się z krakowskiego środowiska muzycznego, gdzie na przełomie lat  60. i 70. rozpoczynał karierę, występując w tamtejszych grupach młodzieżowych: Nieznani, Ab Ovo, Nasz Zwariowany Świat. W latach 70. wchodził w skład zespołu Fang, który wraz z nim współtworzyli: Paweł Birula (śpiew, gitara; później Exodus), Marek Jamrozy (gitara, instrumenty klawiszowe), Andrzej Lechowski (skrzypce; później Old Metropolitan Band) i Andrzej Popiel (perkusja; później Anawa), którego miejsce po pewnym czasie zajął Zbigniew Fyk (później Exodus). Współpracował również z Teatrem STU (m.in. Sennik polski – premiera: 11 listopada 1974; pozostali muzycy: Paweł Birula, Halina Jarczyk, Janusz Stokłosa, Eryk Kulm i Szalona lokomotywa – premiera: 17 sierpnia 1977; Orkiestra p/d Jana Kantego Pawluśkiewicza – pozostali muzycy: Andrzej Bochniak, Krzysztof Cwiżewicz, Tadeusz Jardoń, Marek Grausberg, Jadwiga Giemzowska, Wiesław Moczulski, Andrzej Popiel, Michał Półtorak, Ryszard Starzycki, Piotr Techmański, Piotr Walewski, Jerzy Wysocki; wystąpili m.in. Jerzy Stuhr, Halina Wyrodek, Marek Grechuta, Maryla Rodowicz, Zofia Niwińska), Markiem Grechutą (jako członek grupy Anawa) i Wolną Grupą Bukowiną, aż do wprowadzenia stanu wojennego. Po zniesieniu zakazu występowania na estradzie, wiosną 1982 roku jako basista Wolnej Grupy Bukowiny wraz z Wojciechem Belonem, Wacławem Juszczyszynem i na krótko z Florianem Ciborowskim, połączył siły z Wałami Jagiellońskimi, współtworząc wraz z nimi eksperymentalną formację pod nazwą Grupa „ADRES Bukowina, Wały Jagiellońskie 2” (spoza tych dwóch zespołów do ww. składu dokooptowano także Andrzeja Poniedzielskiego, ponownie Andrzeja Pawlukiewicza i – również na krótko – Jerzego Filara). Po okresie około półrocznym, zespół ten przyjął nazwę Wały Jagiellońskie, jako już wcześniej rozpoznawalną i z tą grupą, występującą na przestrzeni lat w różnych składach – basista współpracował, poprzez rozłam w 1989 roku w wyniku którego odeszli: wokalista i autor piosenek Grzegorz Bukała, gitarzysta Zbigniew Seroka i perkusista Wojciech Cichocki, aż do zawieszenia działalności zespołu w roku 1990 w którym to występował w kwartecie, który wraz z nim wspótworzyli: Rudolf Schuberth (śpiew), Andrzej Pawlukiewicz (instrumenty klwiszowe) i Grzegorz Górkiewicz (instrumenty klawiszowe). Zmarł 25 grudnia 2006 roku i został pochowany na Cmentarzu Rakowickim w Krakowie (kwatera XXXV-7-1).

## Wybrana dyskografia[1]

### Z Markiem Grechutą i Anawą
- Muza Pomyślności / Głos (SP, Tonpress, 1978 – nr. 1 w duecie z Teresą Haremzą)
- Pieśni Marka Grechuty do słów Tadeusza Nowaka (CD, Pomaton EMI – 7243 5 32491 2 0, 1979 – reedycja z 2001 roku w ramach boxu pt. Świecie nasz)

### Z zespołem Wały Jagiellońskie
- Kukuła disco (MC, Sonus HAD618, 1983)
- Dziękujemy za umożliwienie (LP, Pronit – PLP 0031, 1985)
- O.R.S. Wały Jagiellońskie (LP, Pronit – PLP 0070, 1987)
- 1978–1988 „Okolicznościowy-Rozrywkowy Syndykat” (LP PolJazz – PSJ-210, 1988 – kompilacja)
- Wały Jagiellońskie 2 (MC, Frisco Sound – FRS CK 002 – kompilacja)